# Cầy mangut mũi dài
Herpestes naso là một loài động vật có vú trong họ Cầy mangut, bộ Ăn thịt. Loài này được de Winton mô tả năm 1901.